# WorleyParsons
WorleyParsons est un bureau d'études et de conseil en ingénierie australienne, spécialisé notamment dans les secteurs de l'énergie et de l'industrie. C'est une société publique et est cotée à la bourse australienne (S&P/ASX 50).

## Histoire
En octobre 2018, Jacobs Engineering annonce la vente de ses activités liées à l'énergie et à la chimie à WorleyParsons pour 3,3 milliards de dollars.